# Dumping social
Dumping social é o termo usado para se referir à uma prática de comércio desleal, onde empresas desrespeitam os direitos trabalhistas com o objetivo de obter vantagem econômica sobre a concorrência.
Tal prática compreende a oferta de produtos que possuem preços muito baixos porque são importados de países que não respeitam os direitos humanos e/ou trabalhistas, empregando mão de obra escrava ou em condição análoga à escravidão.
O conceito de dumping social deriva da junção do conceito de dumping no comércio (que caracteriza a atividade de concorrência desleal em plano internacional) com os seus impactos no setor do trabalho e no setor social, realizado através do descumprimento aos direitos humanos do empregado com o intuito de baixar os custos empresariais. Mais especificamente, o dumping é uma atividade comercial de âmbito internacional, que se respalda na negociação de produto no exterior com o valor abaixo do mercado interno ou de mercadorias de concorrência, com a finalidade de acabar com os concorrentes. Enquanto a sua dimensão teórica, efetivamente, condiz com a deterioração do contrato de emprego em prol do lucro do empregador com o abandono dos compromissos e deveres sociais tutelares do empregado. Ao deixar de efetuar os pagamentos dos valores indispensáveis em cumprimento aos direitos trabalhistas, o empregador se favorece de maneira injusta das vantagens recebidas pelos créditos não realizados aos trabalhadores e ao Estado. Este comportamento acaba por impactar empresas que desempenham a mesma atividade, que, por efetivar suas responsabilidades trabalhistas, não conseguem adotar preços concorrentes, gerando o encerramento desses negócios ou, de maneira indireta, que eles adotem as mesmas práticas.
As principais consequências do dumping social são o crescimento do número de desempregados, a redução de oportunidades de trabalho e o aumento de descumprimento às normas de direito do trabalho.

## Contexto histórico
O dumping social é uma prática agravada no contexto da globalização econômica e do neoliberalismo. As práticas neoliberais, sobretudo a partir da década de 1980, resultaram em uma internacionalização da economia, ultrapassando as fronteiras econômicas dos Estados. Emergiu uma nova ordem econômica mundial baseada na livre circulação de mercadorias e de capital. O acelerado crescimento da indústria, a facilidade de transporte entre as nações e a implantação do livre comércio gerou uma expansão do sistema capitalista, o que causou uma reorganização do espaço mundial com a internacionalização do capital, fundado na doutrina neoliberal. O surgimento de novas práticas de produção, comercialização e consumo de bens e serviços, assim como de circulação e de valorização do capital geraram um forte crescimento da economia internacional, o que provocou um aumento da concorrência entre as empresas, que passaram a disputar por melhores mercados. A globalização resultou em integrações política, econômica e cultural entre países, diminuindo as distâncias geográficas e facilitando o aumento do intercâmbio cultural e tecnológico, o que contribuiu para tornar as empresas mais competitivas. Nesse sentido, muitos empresários começaram a buscar meios para garantir a estabilidade de suas empresas diante de tantas outras multinacionais.
O dumping social pode ser entendido como a vantagem advinda da exploração da mão de obra nos países em desenvolvimento, já que a globalização não implicou na extensão de garantias sociais do Estado do Bem-Estar Social para os trabalhadores desses países em desenvolvimento, mas sim na redução de garantias dos trabalhadores dos países desenvolvidos, acuados pela ameaça crescente do desemprego e da transferência física do seu local de trabalho.

## Legislaçãoantidumping
A prática tem sido controlada pela Organização Mundial do Comércio (OMC), mediante sanções previstas em acordos internacionais de práticas antidumping. A Organização Mundial do Comércio foi criada em 1995, englobando o antigo Acordo Geral de Tarifas Aduaneiras e Comércio (GATT), durante a sua edição no Uruguai, na qual também foi aprovado o atual Código Antidumping, que regula a questão no âmbito mundial. Com a aprovação do Código Antidumping, os países membros da OMC passaram a ser obrigados a adequar suas legislações internas de acordo com as regras vigentes no Código. O Brasil, por exemplo, incorporou as normas antidumping estabelecidas pelo novo instituto através do Decreto nº 1.355/94. A Rodada Uruguai resultou também na reformulação do processo de solução de controvérsias, com o objetivo de garantir segurança e agilidade nos conflitos comerciais entre os países membros, resolvidos de forma pacífica com base nas regras multilaterais em vigor.